# Grand Prix-wegrace der Naties 1987
De Grand Prix-wegrace der Naties 1987 was de vierde Grand Prix van wereldkampioenschap wegrace voor motorfietsen in het seizoen 1987. De races werden verreden op 23- en 24 mei 1987 op het Autodromo Nazionale di Monza nabij Monza. In Monza reden alle soloklassen (80 cc, 125 cc, 250 cc en 500 cc). 

## Algemeen
Een boycot van deze race was tijdens de Grand Prix van Duitsland maar net afgewend. De coureurs stoorden zich al jaren aan het vele publiek in het rennerskwartier. Volgens promotor Flammini was een pasjessysteem voor het rennerskwartier door de Italiaanse wetgeving verboden, maar dat sneed geen hout omdat Bernie Ecclestone dat voor de Formule 1 wel had weten in te voeren. Flammini wist uiteindelijk de International Road Racing Teams Association te overtuigen, maar organisatorisch klopte er nog steeds niet veel van. Omdat het “te druk" was in het rennerskwartier werd de 125cc-klasse net als vorig jaar naar de zaterdag verbannen, maar op zondag reden er wel twee nationale klassen op Monza. In een van deze races, de Yamaha Super Trophy, kwam de 23-jarige Mauro Ceccoli ten val. Hij verloor bij deze val zijn helm en overleed aan de gevolgen van het ongeluk. 
In deze Grand Prix werd duidelijk wie de bovenliggende partijen in de wegrace van 1987 waren: Wayne Gardner in de 500cc-klasse, alle fabrieks-Honda's in de 250cc-klasse, Garelli in de 125cc-klasse en Derbi in de 80cc-klasse. Yamaha had het moeilijk om goede resultaten te boeken. 

## 500cc-klasse

### De training
Door de lange rechte stukken en drie chicanes hadden veel coureurs moeite om hun rempunten te vinden. Daardoor vielen onder meer Pierfrancesco Chili, Ron Haslam, Niall Mackenzie, Raymond Roche, Christian Sarron en Tadahiko Taira. Haslam hield er de meeste problemen aan over, omdat hij onder zijn Honda terechtkwam. Wayne Gardner was veruit de snelste, ruim een seconde sneller dan Eddie Lawson, die vrij somber was over de vooruitzichten in deze race en de rest van het seizoen. Randy Mamola stond nog aan de leiding van het wereldkampioenschap, maar had grote problemen door een defecte ontsteking bij de ene en een uitgelopen krukaslager bij de andere machine. Teamchef Kenny Roberts hielp hem met het testen van banden en reed daarbij de 17e trainingstijd. 

#### Trainingstijden
| Pos | Coureur             | Merk                        | Tijd    |
| --- | ------------------- | --------------------------- | ------- |
| 1.  | Wayne Gardner       | Rothmans-HRC-Honda          | 1"48'66 |
| 2.  | Eddie Lawson        | Agostini-Marlboro-Yamaha    | 1"49'89 |
| 3.  | Tadahiko Taira      | Agostini-Marlboro-Yamaha    | 1"50'08 |
| 4.  | Ron Haslam          | ELF-HRC-Honda               | 1"50'53 |
| 5.  | Christian Sarron    | Gauloises-Sonauto-Yamaha    | 1"50'64 |
| 6.  | Rob McElnea         | Agostini-Marlboro-Yamaha    | 1"50'65 |
| 7.  | Pierfrancesco Chili | Gallina-HB-HRC-Honda        | 1"50'87 |
| 8.  | Randy Mamola        | Roberts-Lucky Strike-Yamaha | 1"50'93 |
| 9.  | Raymond Roche       | Bastos-Cagiva               | 1"51'24 |
| 10. | Niall Mackenzie     | Gallina-HB-HRC-Honda        | 1"51'40 |

### De race
Volgens Wayne Gardner lag het aan zijn Honda NSR 500 dat hij zo snel was, want zelf was hij bepaald niet fit. Hij had hoofdpijn en in de tweede ronde kreeg hij een bloedneus. Juist in die ronde passeerde hij de leidende Eddie Lawson en hij nam meteen afstand, terwijl het bloed tegen de binnenkant van zijn helmvizier waaide en het zicht steeds slechter werd. Toch bleef de vraag waarom de andere Honda's het relatief slecht deden. Ron Haslam en Shunji Yatsushiro hadden nog last van blessures, Roger Burnett reed op een 1986-NSR 500 en Pierfrancesco Chili op een driecilinder NS 500, maar Niall Mackenzie viel ronduit tegen. Veel spanning was er niet in de race. Lawson volgde zo snel hij kon en enkele seconden achter hem vochten Randy Mamola, Christian Sarron en Rob McElnea (allen op Yamaha YZR 500's) om de derde plaats. In de laatste ronde raakten McElnea en Mamola elkaar en laatstenoemde landde in het gras. Sarron werd nu derde, nipt voor McElnea, die in de uitloopronde bij de Variante Ascari stopte om Mamola een lift te geven. 

#### Uitslag 500cc-klasse
| Pos | Coureur             | Merk                     | Ronden | Tijd      | Grid | Punten |
| --- | ------------------- | ------------------------ | ------ | --------- | ---- | ------ |
| 1   | Wayne Gardner       | Rothmans-HRC-Honda       | 24     | 44"04'81  | 1    | 15     |
| 2   | Eddie Lawson        | Agostini-Marlboro-Yamaha | 24     | +15'66    | 2    | 12     |
| 3   | Christian Sarron    | Gauloises-Sonauto-Yamaha | 24     | +32'46    | 5    | 10     |
| 4   | Rob McElnea         | Agostini-Marlboro-Yamaha | 24     | +32'49    | 6    | 8      |
| 5   | Ron Haslam          | ELF-HRC-Honda            | 24     | +32'55    | 4    | 6      |
| 6   | Tadahiko Taira      | Agostini-Marlboro-Yamaha | 24     | +40'48    | 3    | 5      |
| 7   | Pierfrancesco Chili | Gallina-HB-HRC-Honda     | 24     | +1"01'89  | 7    | 4      |
| 8   | Kevin Schwantz      | Suzuki                   | 24     | +1"02'19  | 13   | 3      |
| 9   | Raymond Roche       | Bastos-Cagiva            | 24     | +1"06'00  | 9    | 2      |
| 10  | Niall Mackenzie     | Gallina-HB-HRC-Honda     | 24     | +1"06'26  | 10   | 1      |
| 11  | Roger Burnett       | Rothmans-HRC-Honda       | 24     | +1"33'06  | 14   |        |
| 12  | Manfred Fischer     | Honda                    | 23     | +1 ronde  | 12   |        |
| 13  | Richard Scott       | Honda                    | 23     | +1 ronde  | 15   |        |
| 14  | Bruno Kneubühler    | Honda                    | 23     | +1 ronde  | 22   |        |
| 15  | Massimo Broccoli    | Honda                    | 23     | +1 ronde  | 28   |        |
| 16  | Marco Papa          | Honda                    | 23     | +1 ronde  | 26   |        |
| 17  | Fabio Barchitta     | Honda                    | 23     | +1 ronde  | 29   |        |
| 18  | Alessandro Valesi   | Iberna-Honda             | 23     | +1 ronde  | 23   |        |
| 19  | Vittorio Gibertini  | Suzuki                   | 23     | +1 ronde  | 32   |        |
| 20  | Fabio Biliotti      | Honda                    | 22     | +2 ronden | 18   |        |
| 21  | Vittorio Scatola    | Paton                    | 22     | +2 ronden | 33   |        |
| 22  | Esko Kuparinen      | Honda                    | 22     | +2 ronden | 36   |        |

#### Niet gefinished
| Coureur             | Merk                        | Ronden | Oorzaak | Grid |
| ------------------- | --------------------------- | ------ | ------- | ---- |
| Randy Mamola        | Roberts-Lucky Strike-Yamaha | 23     | Val     | 8    |
| Didier de Radiguès  | Bastos-Cagiva               | 19     |         | 19   |
| Gustav Reiner       | Hein Gericke-Honda          | 17     |         | 16   |
| Gerold Fischer      | Honda                       | 14     |         | 34   |
| Marco Marchesani    | Suzuki                      | 9      |         | 27   |
| Shunji Yatsushiro   | Rothmans-HRC-Honda          | 4      | Opgave  | 11   |
| Marco Gentile       | Lucky Strike-Fior-Honda     | 4      |         | 21   |
| Wolfgang von Muralt | Suzuki                      | 3      |         | 25   |
| Daniel Amatriaín    | Honda                       | 3      |         | 30   |
| Thierry Rapicault   | Honda                       | 2      |         | 24   |
| Andreas Leuthe      | Honda                       | 1      |         | 37   |
| Kenny Irons         | Heron-Suzuki                | 0      |         | 20   |

#### Niet gestart
| Coureur          | Merk                        | Grid | Oorzaak         |
| ---------------- | --------------------------- | ---- | --------------- |
| Kenny Roberts    | Roberts-Lucky Strike-Yamaha | 17   | Alleen getraind |
| Simon Buckmaster | Duckhams-Honda              | 31   |                 |
| Maarten Duyzers  | HDJ-Honda                   | 35   | Val             |

#### Niet gekwalificeerd
| Coureur               | Merk   |
| --------------------- | ------ |
| Leandro Becheroni     | Suzuki |
| Josef Doppler         | Honda  |
| Steve Manley          | Suzuki |
| Alan Jeffery          | Suzuki |
| Christoph Bürki       | Honda  |
| Tony Carey            | Suzuki |
| Larry Moreno Vacondio | Suzuki |

#### Niet Deelgenomen
| Coureur         | Merk                        | Oorzaak  |
| --------------- | --------------------------- | -------- |
| Mike Baldwin    | Roberts-Lucky Strike-Yamaha | Blessure |
| Freddie Spencer | HRC-Honda                   | Blessure |

### Top tien tussenstand 500cc-klasse
| Pos | Coureur             | Merk                        | Ptn |
| --- | ------------------- | --------------------------- | --- |
| 1   | Wayne Gardner       | Rothmans-HRC-Honda          | 43  |
| 2   | Eddie Lawson        | Agostini-Marlboro-Yamaha    | 39  |
| 3   | Randy Mamola        | Roberts-Lucky Strike-Yamaha | 32  |
| 3   | Ron Haslam          | ELF-HRC-Honda               | 32  |
| 5   | Tadahiko Taira      | Agostini-Marlboro-Yamaha    | 22  |
| 6   | Pierfrancesco Chili | Gallina-HB-HRC-Honda        | 17  |
| 7   | Rob McElnea         | Agostini-Marlboro-Yamaha    | 14  |
| 8   | Niall Mackenzie     | Gallina-HB-HRC-Honda        | 13  |
| 9   | Takumi Ito          | Suzuki                      | 10  |
| 9   | Christian Sarron    | Gauloises-Sonauto-Yamaha    | 10  |

## 250cc-klasse
In de 250cc-klasse liet men 58 deelnemers toe tot de trainingen. Dat waren er zo veel, dat er in twee groepen (even en oneven startnummers) getraind moest worden. Men lichtte de hand met de reglementen door niet te kijken naar de snelste rondetijden, maar van elke groep de 18 snelsten toe te laten tot de race. 

### De training
De grote verrassing in de training was Loris Reggiani, die met zijn Aprilia-Rotax overtuigend de snelste was. Ook de Yamaha YZR 250's van Carlos Lavado en Patrick Igoa konden nog redelijk meekomen. Reinhold Roth had geen enkele last meer van het scheurtje in zijn sleutelbeen dat hij in de Duitse GP had opgelopen.

#### Trainingstijden
| Pos | Coureur          | Merk                           | Tijd    |
| --- | ---------------- | ------------------------------ | ------- |
| Carlos Lavado reed de derde trainingstijd (1"56'34), maar kreeg de tweede startpositie, ten koste van Reinhold Roth (1"56'31). Dat kwam omdat men nogal vreemd rekende: 1: De snelste rijder met even nummer (Loris Reggiani, startnummer 18). 2: De snelste rijder met oneven nummer (Carlos Lavado, startnummer 1). 3: De tweede rijder met even nummer (Reinhold Roth, startnummer 24). 4: De tweede rijder met oneven nummer (Jacques Cornu, startnummer 7) enz. |                  |                                |         |
| 1. | Loris Reggiani   | Aprilia-Rotax                  | 1"55'69 |
| 2. | Carlos Lavado    | HB-Venemotos-Yamaha            | 1"56'34 |
| 3. | Reinhold Roth    | HB-Römer-HRC-Honda             | 1"56'31 |
| 4. | Jacques Cornu    | Parisienne-HRC-Honda           | 1"56'51 |
| 5. | Patrick Igoa     | Gauloises-Sonauto-Yamaha       | 1"56'62 |
| 6. | Toni Mang        | Rothmans-HRC-Honda Deutschland | 1"56'64 |
| 7. | Dominique Sarron | Rothmans-HRC-Honda             | 1"56'79 |
| 8. | Carlos Cardús    | Nieto-Ducados-HRC-Honda        | 1"57'05 |
| 9. | Luca Cadalora    | Agostini-Marlboro-Yamaha       | 1"57'21 |
| 10. | Maurizio Vitali  | FMI-Garelli                    | 1"57'50 |

### De race
De 250cc-race werd de spannendste van de dag. Carlos Cardús nam aanvankelijk een kleine voorsprong, maar een slecht lopende motor wierp hem terug. Er ontstond een grote kopgroep met Loris Reggiani, Toni Mang, Reinhold Roth, Jacques Cornu, Carlos Lavado, Dominique Sarron en Sito Pons. De posities wisselden regelmatig doordat er op Monza volop geslipstreamed en uitgeremd kon worden. Tegen het einde van de race brak de groep en bleven alleen Mang, Roth, Sarron en Cornu over, nadat Reggiani met ontstekingspech was uitgevallen. Het bleef spannend tot op de streep, waar de eerste vier binnen driekwart seconde finishten. Het werd een overtuigende overwinning voor Honda, met NSR 250's op de eerste vijf plaatsen. Lavado was met zijn YZR 250 de eerste Yamaha-coureur. De tweede was Patrick Igoa met een Yamaha TZ 250-productieracer.

#### Uitslag 250cc-klasse
| Pos | Coureur              | Merk                           | Tijd     | Grid | Punten |
| --- | -------------------- | ------------------------------ | -------- | ---- | ------ |
| 1   | Toni Mang            | Rothmans-HRC-Honda Deutschland | 35"10'63 | 6    | 15     |
| 2   | Reinhold Roth        | HB-Römer-HRC-Honda             | +0'20    | 2    | 12     |
| 3   | Dominique Sarron     | Rothmans-HRC-Honda             | +0'56    | 7    | 10     |
| 4   | Jacques Cornu        | Parisienne-HRC-Honda           | +0'78    | 4    | 8      |
| 5   | Sito Pons            | Campsa-HRC-Honda               | +5'52    | 12   | 6      |
| 6   | Carlos Lavado        | HB-Venemotos-Yamaha            | +5'70    | 3    | 5      |
| 7   | Carlos Cardús        | Nieto-Ducados-HRC-Honda        | +15'60   | 8    | 4      |
| 8   | Patrick Igoa         | Gauloises-Sonauto-Yamaha       | +22'45   | 5    | 3      |
| 9   | Maurizio Vitali      | FMI-Garelli                    | +30'48   | 10   | 2      |
| 10  | Guy Bertin           | Honda                          | +30'80   | 16   | 1      |
| 11  | Luca Cadalora        | Agostini-Marlboro-Yamaha       | +45'38   | 9    |        |
| 12  | Stefano Caracchi     | Honda                          | +45'74   | 14   |        |
| 13  | Hans Lindner         | Honda                          | +46'08   | 19   |        |
| 14  | Donnie McLeod        | EMC-Rotax                      | +46'18   | 18   |        |
| 15  | Stéphane Mertens     | Katayama-Armstrong-HRC-Honda   | +50'05   | 17   |        |
| 16  | Andreas Preining     | Rotax                          | +50'28   | 26   |        |
| 17  | Jean-Philippe Ruggia | Gauloises-Sonauto-Yamaha       | +50'76   | 15   |        |
| 18  | Manfred Herweh       | Levior-Honda                   | +1"08'12 | 24   |        |
| 19  | Massimo Matteoni     | Honda                          | +1"08'23 | 27   |        |
| 20  | Harald Eckl          | Honda                          | +1"09'38 | 23   |        |
| 21  | Jochen Schmid        | Yamaha                         | +1"09'81 | 33   |        |
| 22  | René Delaby          | Yamaha                         | +1"23'99 | 31   |        |
| 23  | Marcellino Lucchi    | Honda                          | +1"24'16 | 25   |        |
| 24  | Urs Lüzi             | Parisienne-Honda               | +1"49'50 | 35   |        |
| 25  | Josef Hutter         | Honda                          | +1"50'29 | 30   |        |
| 26  | Graham Singer        | Rotax                          | +1 ronde | 37   |        |

#### Niet gefiinished
| Coureur                | Merk            | Oorzaak    | Grid |
| ---------------------- | --------------- | ---------- | ---- |
| Bruno Bonhuil          | Honda           |            | 29   |
| Juan Garriga           | Ducados-Yamaha  | Val        | 11   |
| Jean-Michel Mattioli   | Yamaha          |            | 20   |
| Loris Reggiani         | Aprilia-Rotax   | Ontsteking | 1    |
| Iván Palazzese         | Yamaha          |            | 22   |
| Marcello Iannetta      | Yamaha          |            | 28   |
| Jean-Louis Guignabodet | Honda           |            | 32   |
| Fabrizio Pirovano      | Yamaha          |            | 34   |
| Nedy Crotta            | Armstrong-Rotax |            | 36   |

#### Niet gestart
| Coureur             | Merk                     | Grid | Oorzaak  |
| ------------------- | ------------------------ | ---- | -------- |
| Jean-François Baldé | Defi-Rotax               | 13   |          |
| Massimo Messere     | Agostini-Marlboro-Yamaha | 21   | Blessure |

#### Niet gekwalificeerd
| Coureur             | Merk         |
| ------------------- | ------------ |
| Gary Cowan          | Honda        |
| Jean Foray          | Yamaha       |
| Andrea Borgonovo    | Honda        |
| Alberto Rota        | Honda        |
| Hervé Duffard       | Honda        |
| Alain Bronec        | Honda        |
| Andrea Brasini      | Honda        |
| Fabrizio Furlan     | Yamaha       |
| Philippe Pagano     | Honda        |
| Kevin Mitchell      | Yamaha       |
| Fausto Ricci        | Iberna-Honda |
| Renzo Colleoni      | Honda        |
| Tony Rogers         | Yamaha       |
| Englebert Neumair   | Rotax        |
| Claudio Antonellini | Honda        |
| Paolo Aita          | Honda        |
| Manuel Gonzalez     | Yamaha       |
| Janez Pintar        | Honda        |
| Gilberto Gambelli   | Honda        |
| Robin Appleyard     | Honda        |
| Massimo Sirianni    | Yamaha       |

#### Niet Deelgenomen
| Coureur       | Merk                     | Oorzaak  |
| ------------- | ------------------------ | -------- |
| Martin Wimmer | Agostini-Marlboro-Yamaha | Blessure |

### Top tien tussenstand 250cc-klasse
| Pos | Coureur          | Merk                           | Ptn |
| --- | ---------------- | ------------------------------ | --- |
| 1   | Reinhold Roth    | HB-Römer-HRC-Honda             | 35  |
| 2   | Toni Mang        | Rothmans-HRC-Honda Deutschland | 33  |
| 3   | Jacques Cornu    | Parisienne-HRC-Honda           | 25  |
| 4   | Sito Pons        | Campsa-HRC-Honda               | 24  |
| 5   | Martin Wimmer    | Agostini-Marlboro-Yamaha       | 21  |
| 6   | Luca Cadalora    | Agostini-Marlboro-Yamaha       | 18  |
| 6   | Juan Garriga     | Ducados-Yamaha                 | 18  |
| 6   | Dominique Sarron | Rothmans-HRC-Honda             | 18  |
| 9   | Masaru Kobayashi | HRC-Honda                      | 15  |
| 9   | Patrick Igoa     | Gauloises-Sonauto-Yamaha       | 15  |

## 125cc-klasse

### De training
Het door Paolo Pileri geleide MBA-fabrieksteam trad wat gehavend aan in Monza, na de Duitse GP waarin Paolo Casoli drie vingers had gebroken en waar ook Domenico Brigaglia geblesseerd was geraakt. Casoli liet verstek gaan, maar Brigaglia zette de vierde trainingstijd. De fabrieks-Garelli's waren duidelijk de snelsten, terwijl Pier Paolo Bianchi met zijn privé-MBA de derde tijd reed. 

#### Trainingstijden
| Pos | Coureur            | Merk                   | Tijd    |
| --- | ------------------ | ---------------------- | ------- |
| 1.  | Bruno Casanova     | FMI-Garelli            | 2"03'82 |
| 2.  | Fausto Gresini     | FMI-Garelli            | 2"04'07 |
| 3.  | Pier Paolo Bianchi | MBA                    | 2"04'64 |
| 4.  | Domenico Brigaglia | Pileri-AGV-LCR-MBA     | 2"05'11 |
| 5.  | August Ainger      | Bartol-MBA             | 2"05'20 |
| 6.  | Jussi Hautaniemi   | Pennzoil-LCR-MBA       | 2"05'87 |
| 7.  | Andrés Sánchez     | Pileri-Ducados-LCR-MBA | 2"06'12 |
| 8.  | Lucio Pietroniro   | Johnson-MBA            | 2"06'39 |
| 9.  | Adi Stadler        | MBA                    | 2"06'68 |
| 10. | Willy Pérez        | MBA                    | 2"07'14 |

### De race
In de race (op zaterdag, tussen de trainingen van de andere klassen door) ontstond er al snel een kopgroep met drie rijders: Fausto Gresini, Bruno Casanova en August Auinger. Daarachter volgden op enkele seconden afstand Domenico Brigaglia, Pier Paolo Bianchi en Andrés Sánchez. Brigaglia kon nog niet voluit gaan door zijn blessures, maar het gevecht tussen Gresini, Casanova en Auinger duurde tot in de laatste bocht, temeer omdat Garelli geen stalorders had uitgevaardigd en Casanova gerust mocht winnen. Zover kwam het niet. In de Curva Parabolica zette Auinger zijn aanval in op Gresini, maar hij ging te wijd en Gresini kwam binnendoor. Doordat deze twee naast elkaar zaten moest Casanova even inhouden, maar zijn Garelli accelereerde beter dan de Bartol-MBA van Auinger. Het drietal ging binnen een seconde over de finish. 

#### Uitslag 125cc-klasse
| Pos | Coureur                | Merk                   | Tijd      | Grid | Punten |
| --- | ---------------------- | ---------------------- | --------- | ---- | ------ |
| 1   | Fausto Gresini         | FMI-Garelli            | 37"23'63  | 2    | 15     |
| 2   | Bruno Casanova         | FMI-Garelli            | +0'16     | 1    | 12     |
| 3   | August Auinger         | Bartol-MBA             | +0'49     | 5    | 10     |
| 4   | Domenico Brigaglia     | Pileri-AGV-LCR-MBA     | +27'21    | 4    | 8      |
| 5   | Pier Paolo Bianchi     | MBA                    | +33'13    | 3    | 6      |
| 6   | Andrés Sánchez         | Pileri-Ducados-LCR-MBA | +33'87    | 7    | 5      |
| 7   | Jussi Hautaniemi       | Pennzoil-LCR-MBA       | +40'27    | 6    | 4      |
| 8   | Lucio Pietroniro       | Johnson-MBA            | +46'68    | 8    | 3      |
| 9   | Corrado Catalano       | MBA                    | +1"12'41  | 20   | 2      |
| 10  | Olivier Liégeois       | Assmex-MBA             | +1"18'75  | 14   | 1      |
| 11  | Mike Leitner           | MBA                    | +1"19'14  | 12   |        |
| 12  | Johnny Wickström       | MBA                    | +1"20'74  | 15   |        |
| 13  | Gastone Grassetti      | MBA                    | +1"22'36  | 13   |        |
| 14  | Adi Stadler            | MBA                    | +1"22'49  | 9    |        |
| 15  | Jean-Claude Selini     | MBA                    | +1"31'04  | 17   |        |
| 16  | Willy Pérez            | MBA                    |           | 10   |        |
| 17  | Jacques Hutteau        | MBA                    | +1"36'380 | 16   |        |
| 18  | Claudio Macciotta      | MBA                    | +1"36'460 | 18   |        |
| 19  | Håkan Olsson           | MBA                    | +1 ronde  | 27   |        |
| 20  | Fernando Gonzales      | JJ Cobas               | +1 ronde  | 25   |        |
| 21  | Esa Kytölä             | MBA                    | +1 ronde  | 19   |        |
| 22  | Iván Troisi            | MBA                    | +1 ronde  | 26   |        |
| 23  | Christian Le Badezet   | MBA                    | +1 ronde  | 23   |        |
| 24  | Marco Cipraini         | MBA                    | +1 ronde  | 34   |        |
| 25  | Thomas Møller-Pedersen | MBA                    | +1 ronde  | 33   |        |
| 26  | Hubert Abold           | Honda                  | +1 ronde  | 28   |        |
| 27  | Stefano Bianchi        | MBA                    | +1 ronde  | 24   |        |
| 28  | Peter Balaz            | MBA                    | +1 ronde  | 32   |        |
| 29  | Norbert Peschke        | MBA                    | +5 ronden | 21   |        |

#### Niet gefiinished
| Coureur           | Merk    | Oorzaak | Grid |
| ----------------- | ------- | ------- | ---- |
| Thierry Feuz      | LCR-MBA |         | 11   |
| Luciano Garagnani | MBA     |         | 36   |
| Flemming Kistrup  | MBA     |         | 29   |
| Robin Milton      | MBA     |         | 30   |
| Karl Dauer        | MBA     |         | 35   |
| Emilio Cuppini    | Honda   |         | 32   |

#### Niet gestart
| Coureur      | Merk | Grid |
| ------------ | ---- | ---- |
| Peter Sommer | MBA  | 22   |

#### Niet gekwalificeerd
| Coureur            | Merk      |
| ------------------ | --------- |
| Paul Bordes        | MBA       |
| Ezio Gianola       | Honda     |
| Robin Appleyard    | MBA       |
| Ian McConnachie    | MBA       |
| Fernando Hernandez | Benetti   |
| Bady Hassaine      | MBA       |
| Allan Scott        | EMC-Rotax |

#### Niet deelgenomen
| Coureur      | Merk               | Oorzaak  |
| ------------ | ------------------ | -------- |
| Hans Spaan   | MBA                | Blessure |
| Paolo Casoli | Pileri-AGV-LCR-MBA | Blessure |

### Top tien tussenstand 125cc-klasse
| Pos | Coureur            | Merk                   | Ptn |
| --- | ------------------ | ---------------------- | --- |
| 1   | Fausto Gresini     | FMI-Garelli            | 45  |
| 2   | Bruno Casanova     | FMI-Garelli            | 30  |
| 3   | Domenico Brigaglia | Pileri-AGV-LCR-MBA     | 26  |
| 3   | August Auinger     | Bartol-MBA             | 26  |
| 5   | Pier Paolo Bianchi | MBA                    | 20  |
| 6   | Paolo Casoli       | Pileri-AGV-LCR-MBA     | 10  |
| 6   | Andrés Sánchez     | Pileri-Ducados-LCR-MBA | 10  |
| 8   | Thierry Feuz       | LCR-MBA                | 7   |
| 8   | Jussi Hautaniemi   | Pennzoil-LCR-MBA       | 7   |
| 10  | Ezio Gianola       | FMI-Honda              | 5   |

## 80cc-klasse

### De training
In de trainingen konden Stefan Dörflinger en Gerhard Waibel met hun Krausers de Derbi van Jorge Martínez nog redelijk volgen, zeker in vergelijking met Ian McConnachie en Manuel Herreros, die ruim twee seconden langzamer waren. De trainingstijden lagen ver uit elkaar. Günter Schirnhofer reed naar de tiende startplaats, maar hij moest 6½ seconde toegeven op Martínez. Het JVC-HuVo-Casal-team liet verstek gaan; Hans Spaan was geblesseerd en Theo Timmer was juist vader geworden en bleef daarom thuis. 

#### Trainingstijden
| Pos | Coureur            | Merk                | Tijd    |
| --- | ------------------ | ------------------- | ------- |
| 1.  | Jorge Martínez     | Nieto-Ducados-Derbi | 2"10'39 |
| 2.  | Stefan Dörflinger  | LCR-Krauser         | 2"11'01 |
| 3.  | Gerhard Waibel     | LCR-Krauser         | 2"11'15 |
| 4.  | Ian McConnachie    | LCR-Krauser         | 2"13'12 |
| 5.  | Manuel Herreros    | Nieto-Ducados-Derbi | 2"13'15 |
| 6.  | Hubert Abold       | Krauser             | 2"15'37 |
| 7.  | Karoly Juhasz      | Krauser             | 2"15'51 |
| 8.  | Luis Miguel Reyes  | Campsa-Autisa       | 2"15'73 |
| 9.  | Josef Fischer      | LCR-Krauser         | 1"16'19 |
| 10. | Günter Schirnhofer | Krauser             | 2"17'16 |

### De race
Gerhard Waibel nam meteen de leiding, gevolgd door Jorge Martínez en Manuel Herreros. Na enkele ronden sloot ook Stefan Dörflinger bij dit drietal aan. Zo waren er twee Derbi's en twee Krausers in de strijd, maar Dörflinger leek een wat afwachtende houding aan te nemen, terwijl Waibel meer vechtlust toonde. Dat moest hij in de zesde ronde bekopen met een valpartij in de Curva Parabolica. Hij kon zijn machine wel weer oprapen en hij werd toch nog tiende. Vier ronden voor het einde ging Martínez er alleen vandoor en hij sloeg een gat van 11 seconden met Herreros, die Dörflinger (met een scheurtje in de uitlaat) nipt voor kon blijven. 

#### Uitslag 80cc-klasse
| Pos | Coureur            | Merk                | Tijd     | Grid | Punten |
| --- | ------------------ | ------------------- | -------- | ---- | ------ |
| 1   | Jorge Martínez     | Nieto-Ducados-Derbi | 28"47'31 | 1    | 15     |
| 2   | Manuel Herreros    | Nieto-Ducados-Derbi | +11'20   | 5    | 12     |
| 3   | Stefan Dörflinger  | LCR-Krauser         | +11'33   | 2    | 10     |
| 4   | Hubert Abold       | Krauser             | +28'23   | 6    | 8      |
| 5   | Jörg Seel          | Seel                | +30'24   | 11   | 6      |
| 6   | Karoly Juhasz      | Krauser             | +31'88   | 7    | 5      |
| 7   | Paolo Priori       | Krauser             | +48'31   | 13   | 4      |
| 8   | Günter Schirnhofer | Krauser             | +1"01'14 | 10   | 3      |
| 9   | Luis Miguel Reyes  | Campsa-Autisa       | +1"06'04 | 8    | 2      |
| 10  | Gerhard Waibel     | LCR-Krauser         | +1"23'42 | 3    | 1      |
| 11  | Giuseppe Ascareggi | BBFT                | +1"24'90 | 20   |        |
| 12  | Wilco Zeelenberg   | Casal               | +1"25'51 | 14   |        |
| 13  | Felix Rodríguez    | JJ Cobas            | +1"40'53 | 22   |        |
| 14  | Raimo Lipponen     | Krauser             | +1"40'64 | 18   |        |
| 15  | Richard Bay        | Ziegler             | +1"50'96 | 12   |        |
| 16  | Rainer Kunz        | Kroko               | +1"56'23 | 16   |        |
| 17  | Mario Stocco       | Faccioli            | +2"00'16 | 25   |        |
| 18  | Serge Julin        | Casal               | +2"00'25 | 27   |        |
| 19  | Mario Scalinci     | HuVo-Casal          | +2"12'30 | 30   |        |
| 20  | Reiner Koster      | Kroko               | +2"18'26 | 26   |        |
| 21  | Jos van Dongen     | Krauser             | +1 ronde | 23   |        |
| 22  | René Dünki         | Krauser             | +1 ronde | 21   |        |
| 23  | Chris Baert        | Seel                | +1 ronde | 24   |        |
| 24  | Claudio Granata    | Autisa              | +1 ronde | 31   |        |

#### Niet gefinished
| Coureur            | Merk         | Oorzaak    | Grid |
| ------------------ | ------------ | ---------- | ---- |
| Ian McConnachie    | LCR-Krauser  | Carburatie | 4    |
| Alex Barros        | Arbizu-Casal |            | 19   |
| Stuart Edwards     | Casal        |            | 33   |
| Josef Fischer      | LCR-Krauser  |            | 9    |
| Vincenzo Saffiotti | UFO          |            | 32   |
| Herri Torrontegui  | JJ Cobas     |            | 17   |
| Thomas Engl        | Esch         |            | 29   |

#### Niet gestart
| Coureur           | Merk    | Grid |
| ----------------- | ------- | ---- |
| Juan Ramón Bolart | Krauser | 15   |
| Paul Bordes       | RB      | 28   |

#### Niet gekwalificeerd
| Coureur           | Merk    |
| ----------------- | ------- |
| Nicola Casadei    | Unimoto |
| Salvatore Milano  | Krauser |
| Francesco Fantini | RB      |

#### Niet deelgenomen
| Coureur     | Merk           | Oorzaak               |
| ----------- | -------------- | --------------------- |
| Hans Spaan  | JVC-HuVo-Casal | Blessure              |
| Theo Timmer | JVC-HuVo-Casal | Familieomstandigheden |

### Top tien tussenstand 80cc-klasse
| Pos | Coureur           | Merk                | Ptn |
| --- | ----------------- | ------------------- | --- |
| 1   | Jorge Martínez    | Nieto-Ducados-Derbi | 42  |
| 2   | Gerhard Waibel    | LCR-Krauser         | 24  |
| 3   | Manuel Herreros   | Nieto-Ducados-Derbi | 23  |
| 4   | Stefan Dörflinger | LCR-Krauser         | 20  |
| 5   | Àlex Crivillé     | Marlboro-Derbi      | 12  |
| 5   | Ian McConnachie   | LCR-Krauser         | 12  |
| 7   | Jörg Seel         | Seel                | 11  |
| 8   | Julián Miralles   | Marlboro-Derbi      | 10  |
| 9   | Hubert Abold      | Krauser             | 9   |
| 10  | Luis Miguel Reyes | Campsa-Autisa       | 8   |

## Trivia

### 500cc-test 1
Al op maandag voor de Grand Prix kreeg Luca Cadalora de gelegenheid te testen met de Yamaha YZR 500 van Eddie Lawson. Wellicht was die test eigenlijk voor Martin Wimmer bedoeld, maar die was nog geblesseerd.

### 500cc-test 2
Kenny Roberts kwalificeerde zich als 17e voor de 500cc-race, maar hij trainde met de machine van Mike Baldwin alleen als test. Al in Hockenheim had hij aangegeven in Monza te gaan trainen om Randy Mamola met zijn bandenkeuze te helpen. Zijn Roberts-Lucky Strike-Yamaha-team was het enige dat Dunlop-banden gebruikte en Dunlop had daardoor niet veel feedback, zeker nu Baldwin geblesseerd was. 

### 500cc-test 3
Na zijn indrukwekkende debuut tijdens de Spaanse Grand Prix werd Richard Scott al snel genoemd als tijdelijke vervanger voor Mike Baldwin. Dat gebeurde in Monza nog niet, maar Scott werd wel benaderd om na deze Grand Prix te gaan testen op het Automotodrom Grobnik in Rijeka. Dat kwam ook omdat Kenny Roberts, die deze test graag zelf had gedaan, voor overleg met Yamaha naar Japan moest. De dertiende plaats van Richard Scott in Monza leek wat tegen te vallen, maar hij bereikte de finish met een haperende motor (uitgelopen krukaslager). 

### Nieuwe Cagiva
Raymond Roche en Didier de Radiguès hadden zich tot nu toe moeten behelpen met de Cagiva uit 1986, maar in Monza kon Roche gebruikmaken van de 1987-versie van de machine, de Cagiva V 587. Voor De Radiguès was nog geen machine beschikbaar.
1922 · 1923 · 1924 · 1925 · 1926 · 1927 · 1928 · 1929 · 1930 · 1931 · 1932 · 1933 · 1934 · 1935 · 1936 · 1937 · 1938 · 1939 · 1947 · 1948 · 1949 · 1950 · 1951 · 1952 · 1953 · 1954 · 1955 · 1956 · 1957 · 1958 · 1959 · 1960 · 1961 · 1962 · 1963 · 1964 · 1965 · 1966 · 1967 · 1968 · 1969 · 1970 · 1971 · 1972 · 1973 · 1974 · 1975 · 1976 · 1977 · 1978 · 1979 · 1980 · 1981 · 1982 · 1983 · 1984 · 1985 · 1986 · 1987 · 1988 · 1989 · 1990